# Chapelle de Vallon
La chapelle de Vallon est un lieu de culte catholique situé sur la commune de Bellevaux en Haute-Savoie.

## Historique

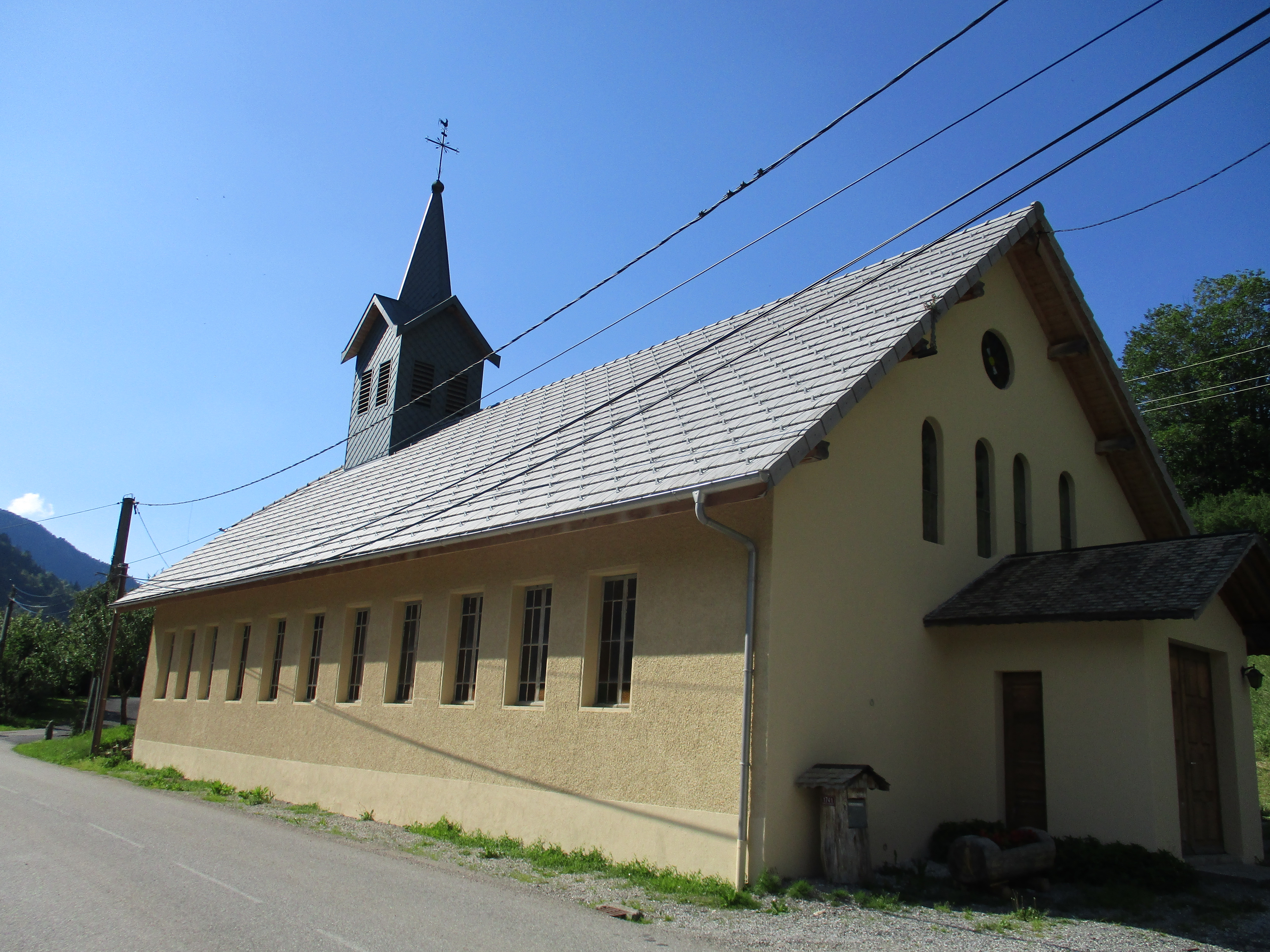
La chapelle restaurée, en juin 2024.

La chapelle a été conçue et bâtie par le prieur Dupanloud entre 1945 et 1950 pour servir de desserte du culte pour les habitants du territoire de Vallon.
Initialement prévue d’être construite en bois, « Eh bien, on ne met pas le feu au béton, nous construirons donc une chapelle en béton ! » s'exclame le curé Dupanloup.

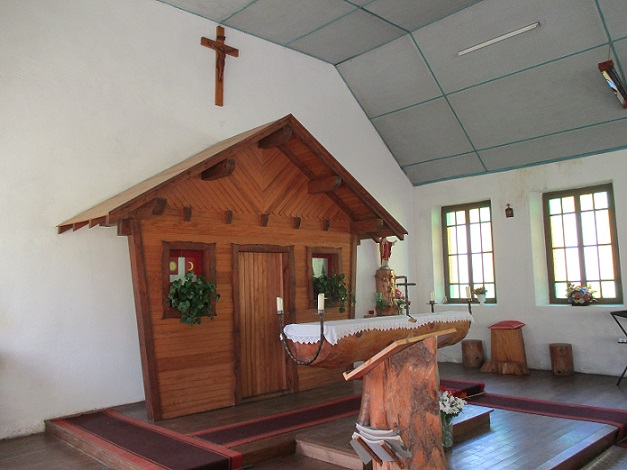
Chœur de la chapelle

À l'intérieur de l'édifice, l'autel est façonné par Louis Converset et Cyrille Voisin en 1965.
En octobre 2016, la toiture est refaite. En avril 2024, les façades extérieurs sont refaites.